# 現代社会学部
現代社会学部（げんだいしゃかいがくぶ）とは現代社会学を教育研究するために大学に設置される学部の名称。教育内容は社会学として統括される様々な学問分野から、特に現代の事象に焦点を絞っている。

## 設置大学
- 東北文化学園大学
- 富山国際大学
- 中京大学
- 名古屋学院大学
- 京都産業大学
- 京都女子大学
- 同志社女子大学
- 摂南大学
- 羽衣国際大学[注釈 1]
- 大手前大学
- 神戸学院大学
- 筑紫女学園大学
- 鎮西学院大学

## かつて設置していた大学
- 札幌国際大学（2009年改組） - スポーツ人間学部に改組[1]。
- 武蔵野大学（2008年改組）
- 愛知淑徳大学（2018年廃止）[注釈 2]
- 大阪国際大学（2014年改組） - グローバルビジネス学部に統合・改組。
- 千里金蘭大学（2013年廃止）[注釈 3]
- 広島国際学院大学（2013年改組） - 情報文化学部に統合・改組。

## 現代社会学を専攻できる他の大学
- 常磐大学 人間科学部 現代社会学科
- 浦和大学 社会学部 現代社会学科
- 江戸川大学 社会学部 現代社会学科
- 成蹊大学 文学部 現代社会学科
- 日本女子大学 人間社会学部 現代社会学科
- 明治大学 文学部 心理社会学科 現代社会学専攻
- 和光大学 現代人間学部 現代社会学科（2021年4月学生募集停止）[2]
- 関東学院大学 社会学部 現代社会学科
- 名古屋市立大学 人文社会学部 現代社会学科
- 佛教大学 社会学部 現代社会学科
- 追手門学院大学 社会学部 社会学専攻 現代社会学コース、同大学大学院 現代社会文化研究科 現代社会学専攻
- ノートルダム清心女子大学 文学部 現代社会学科

### かつて現代社会学科を設置していた大学
- 京都文教大学 総合社会学部 現代社会学科（2013年改組） - 総合社会学科に統合・改組。
- 鹿児島国際大学 福祉社会学部 現代社会学科（2019年2月廃止）[3]